# Wataga, Illinois
Wataga là một làng thuộc quận Knox, tiểu bang Illinois, Hoa Kỳ. Năm 2010, dân số của làng này là 843 người.

## Dân số
Dân số qua các năm:
- Năm 2000: 857 người.
- Năm 2010: 843 người.